# Adolf Schwarz (Maler)
Adolf Schwarz (* 11. Juni 1868 in Wien; † 15. August 1926 ebenda) war ein österreichischer Maler und Fotograf.

## Leben und Wirken

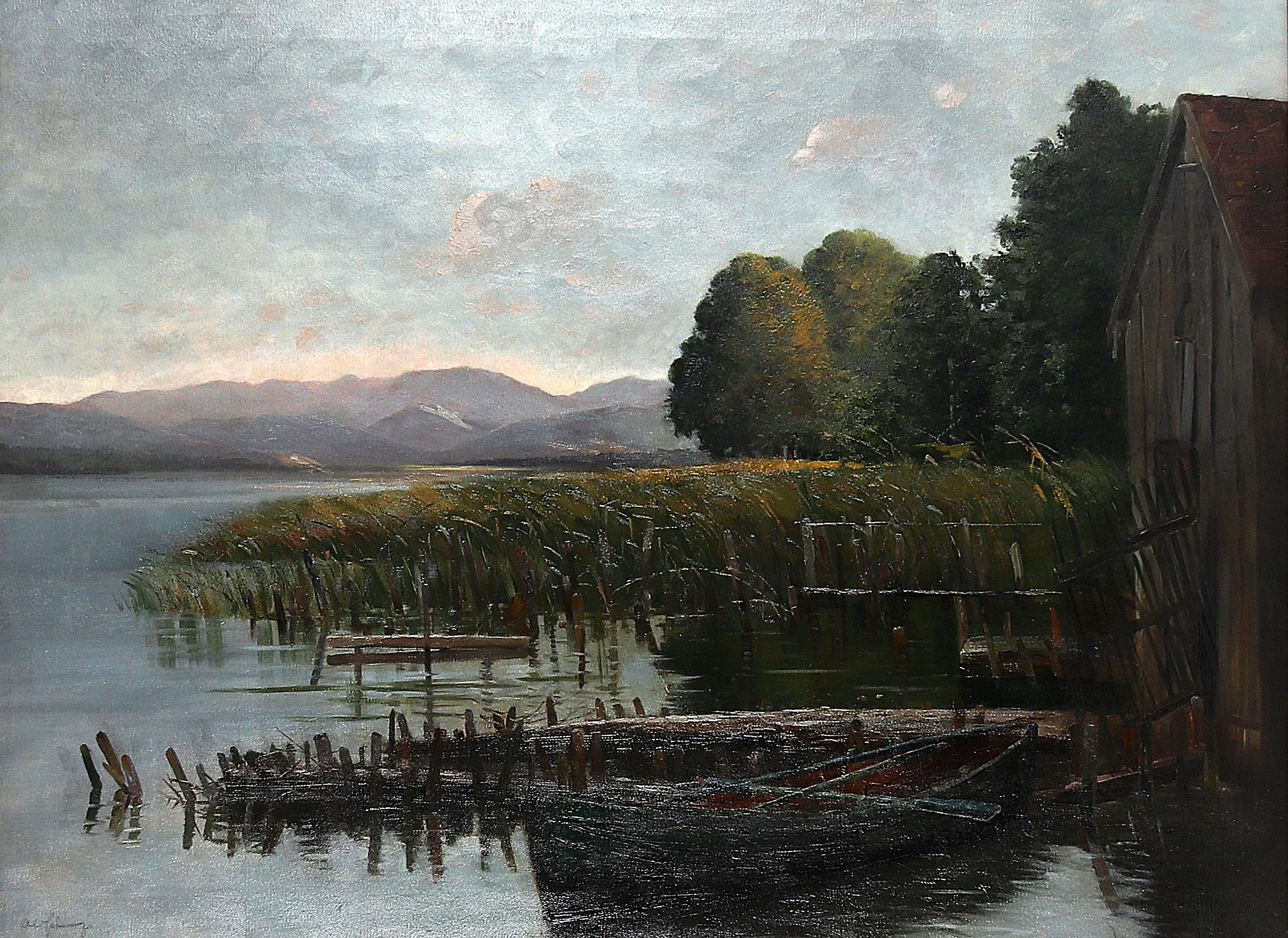
Bootshaus und Landschaft am Wörthersee (Öl auf Leinwand)

Adolf Schwarz wurde am 11. Juni 1868 als Sohn eines jüdischen Kaufmanns in Wien geboren. Selbst für den Kaufmannsberuf bestimmt, begann Schwarz nach dem Gymnasium und zwei Jahren Handelsakademie jedoch im Jahre 1886 sein Studium an der Akademie der bildenden Künste Wien, wo er der Allgemeinen Malerschule angehörte. Danach nahm er von 1887 bis 1891 Privatunterricht bei Adolf Hirémy-Hirschl und setzte sein Studium an der Akademie in den Jahren 1891 bis 1892 fort. Parallel dazu war er auch in den Ateliers von Adolf Kaufmann und Heinrich Lefler tätig, ehe er nach München und Dachau ging, wo er unter Alexander Franz Wilhelm Dill und Adolf Hölzel arbeitete.
Zu den bekanntesten seiner Landschaftsgemälde zählen vor allem die stimmungsvollen Moorbilder aus Bayern. Außerdem begann er noch im auslaufenden 19. Jahrhundert mit dem Malen von Wasserlandschaften. Um die Jahrhundertwende entstanden dabei auch die ersten Bilder aus dem Süden mit Fischern aus Istrien, Meeresstimmungen, dalmatinischen Felsen, sowie Küstenlandschaften von Chioggia bis in die Bucht von Kotor (ital. Bocche di Cattaro, kroat. Boka Kotorska). So erhielt Schwarz im Laufe der Jahre auch den Ruf einer der wenigen österreichischen Marinemaler zu sein. In den südlicheren Gefilden gelangte Schwarz bald zu einem weiteren bedeutenden Aspekt seines künstlerischen Schaffens, als er die dortige Arbeitswelt auf seinen Bildern darstellte. Neben arbeitenden Seemännern, Schiffsbauern oder Hafenarbeitern waren auf seinen Bildern auch deren Arbeitsstätten wie Werften, Eisengießereien, Werkstätten oder Schmieden zu sehen.
Bereits ab 1894 stellte Schwarz im Wiener Künstlerhaus aus und wurde selbst im Jahre 1900 in die Genossenschaft der bildenden Künstler Wiens (eben das Künstlerhaus) aufgenommen. Hier war er Mitglied des Aquarellisten-Clubs und des Maler-Verbandes. Während des Ersten Weltkrieges wirkte Schwarz als Kriegsmaler im k.u.k. Kriegspressequartier mit, wobei er im Laufe des Krieges einer von 280 dort angestellten Kriegsmalern der Kunstgruppe des KPQ war. Hauptsächlich arbeitete Schwarz bei seinen Werken mit Öl und Pastell, versucht sich später aber auch in Tempera.
Durch seine Zeit seines Lebens erlebte Not zeigte Schwarz, der sich auch als Fotograf versuchte und dabei unter anderem im Jahre 1898 den Maler Max Kurth mit dessen Familie ablichtete, auch soziales Engagement. Des Weiteren wurde er Mitglied der Sozialistischen Partei, der auch seine Witwe, die Wiener Bezirksrätin Adele Schwarz, angehörte. Am 15. August 1926 starb Schwarz im Alter von 58 Jahren in der Erholungsstätte für Kinder in Pötzleinsdorf, wo er für die Kinder am Klavier spiele, an einem Herzinfarkt. Das Begräbnis fand am 18. August 1926 am Wiener Zentralfriedhof statt. Nach dem Tod von Adolf Schwarz übergab seine Witwe aus der Verlassenschaft 120 Ölgemälde an die Partei. Auf den Wunsch von Schwarz hin sollten vor allem seine sogenannten Werkstättenbilder in Arbeiterheimen aufgehängt werden.

## Werke (Auswahl)
- 1893: Herbstmotiv aus Dornbach
- 1896: Torfmoor
- 1897: Regenstimmung im Moor
- 1897: Herbstlandschaft in Oberbayern
- 1902: Aus einer Maschinenwerkstätte
- 1902: Alte Schmiede
- 1908: Motiv aus Istrien
- 1908: Dalmatinische(r) Fischerbarken
- 1916: Auslaufen der Eskadre
- 1916: Blick auf Ragusa
- 1916: Einbringung eines feindlichen Handelsschiffes durch ein österreichisches Torpedoboot
- 1916: Torpedobootsangriff
- 1917: Dalmatinische(r) Segelbarken
- 1922: Aus einer Schiffswerft
- 1923: Waldmotiv aus Krain
- 1924: Brandung am Fort Lorenzo in Ragusa
- 1924: Sciroccostimmung an der Adria
- 1926: Aus den Donauauen